# 朋友 (电影)
《朋友》（：／）是一部韩国2001年的电影，导演是郭景澤。该片票房人数达到818万，打破了之前《生死谍变》在韩国保持的票房历史纪录。

## 演員陣容
- 劉五性 飾演 李俊碩
- 張東健 飾演 韓東洙
- 徐泰華（朝鲜语：서태화） 飾演 鄭尚澤
- 鄭雲澤（朝鲜语：정운택） 飾演 金俊昊
- 金寶慶 飾演 珍淑
- 奇周峰 飾演 金亨斗
- 李在勇 飾演 車尚昆
- 朱鉉 飾演 李哲洙
- 李善鎬 飾演 聖宇
- 金正泰 飾演 德子
- 金光奎 飾演 尚澤的爸爸
- 姜信日 飾演 恩基

## 獎項
- 2001年 第9屆春史電影獎

最佳電影
最佳男主角（劉五性）
最佳導演（郭景澤）
- 2001年 第22屆青龍電影獎 最高觀影次數獎
- 2002年 第38屆百想藝術大獎 男子新人賞（鄭雲澤（朝鲜语：정운택））

## 衍生作品
2009年MBC週末特別計劃連續劇《朋友，我們的傳說》，改編自2001年韓國電影《朋友》

## 續作
2013年韓國電影《朋友2》

## 外部連結
- NAVER電影 （页面存档备份，存于）
- daum （页面存档备份，存于）
- 韓國電影數據庫KMDb （页面存档备份，存于）